# Thongor et la Cité des dragons
Thongor et la Cité des dragons (aussi édité sous le titre Thongor et le sorcier de Lémurie) est un roman de fantasy, écrit par Lin Carter en 1965. Publié originellement sous le titre de The Wizard of Lemuria, il fut renommé lors de la ré-édition américaine de 1969 Thongor and the Wizard of Lemuria, pour plus de cohérence entre les titres des tomes du cycle de Thongor. Il s'agit du premier tome de ce cycle, introduisant le barbare Thongor et un certain nombre de personnages récurrents. Il est directement suivi par Thongor et la Cité de la flamme.

## Synopsis
Le mercenaire barbare Thongor, originaire des plaines nordiques de Valkarth, se retrouve en prison à la suite d'une rixe avec son supérieur. Promis à une sombre destinée dans les geôles croupissantes de la cité-État de Thurdis, Thongor parvient à s'échapper avec l'aide de son ami voleur Ald Turmis. Il s'enfuit à bord d'un vaisseau volant, un prototype animé par le mage de la cité en urlium, un métal ultra-léger, appartenant au souverain de la cité-état, le sark Phal Thurid. Envisageant de voyager vers les cités Kathool ou Cadorna, loin à l'Est, il bloque les commandes de son vaisseau avant de s'accorder un somme.
Ses plans tournent cependant courts lorsqu'il est réveillé en sursaut le lendemain matin par les cris d'un terrible grakk, une sorte de faucon-lézard géant qui hante les cieux des impénétrables jungles de Chush. Son vaisseau, mal réglé, a en effet dérivé sur des centaines de vorns au Nord, au-dessus de l'une des régions les plus sauvages de la Lémurie. En peu de temps, l'esquif volant est mis à mal par le grakk et s'abime dans la jungle, laissant Thongor loin de la civilisation et avec peu d'espoir de survie, entre les fleurs-vampires qui peuplent les arbres et les gigantesques dwarks, parent des dinosaure, qui rôdent à l'affut de proies faciles.
Thongor est sauvé in extrémis par le magicien Sharajsha, l'un des plus puissants de Lémurie, qui vit reclus sur les contreforts montagneux de la jungle. Il se propose également de réparer son vaisseau volant et confie à Thongor la quête la plus importante de sa vie ; il faut combattre et détruire les Rois Dragons, une peuplade mythique d'hommes-lézards puissants, chassés voilà près de trois millénaires par les grandes civilisations humaines d'alors. Les Rois-Dragons, qui se sont réfugiés sur des îles inaccessibles au milieu de la mer intérieure de Neol-Shendis, ont pendant ses longs siècles forgé un plan de vengeance infaillible qui conduira à la destruction de l'humanité et de la vie sur Terre si personne ne les arrête.
Or il existe un moyen de les arrêter : il faut reforger l'épée de Némédis qui détruisit les Rois Dragons 3000 ans plus tôt. Pour cela, Thongor et le magicien Sharajsha devront survoler la Lémurie d'un bout à l'autre. Pour forger l'épée légendaire, il faut récupérer le métal d'une météorite, conservée comme une relique précieuse par un culte maléfique de Tsargol, l'une des nombreuses cité-état despotique aux mains de prêtres corrompus de Lémurie. Il y feront connaissance avec Karm Karvus, le prince déchu de Tsargol, qui deviendra l'ami de Thongor et leur compagnon de route. Ils devront également se rendre dans la crypte de la Flamme, au cœur de Patanga, la cité du Feu, car seul le brasier magique qui y brûle de mémoire d'homme est assez chaud pour forger le métal de la météorite. Thongor et ses compagnons sauveront par la même occasion la vie de Sumia de Patanga, fille du sark précédent, tombée en disgrâce dans sa cité et promise à une mort certaine. Accompagnés de cette dernières, ils se rendront enfin sur la montagne du Tonnerre, où l'épée reforgée devra être chargée par des éclairs invoqués par le sorcier Sharajsha. 
Thongor y est attaqué une nouvelle fois par un grakk en protégeant Sumia et est emporté par le prédateur géant pour servir de nourriture à ses petits dans son aire. Ses compagnons, persuadé de la mort du barbare nordique, se rendent la mort dans l'âme au château des Rois Dragons pour contrecarrer leurs plans maléfiques. Cependant, ils sont rapidement capturés et promis à une mort lente et affreuse lors de la cérémonie qui provoquera l'apocalypse en Lémurie. Il faudra le retour héroïque de Thongor, porteur de l'épée de Némédis reforgée, pour mettre un terme aux plans diaboliques des hommes-sauriens et pour sauver ses trois compagnons d'aventure. Avant, bien sûr, de projeter de nouvelles aventures !

## Confusion de titres
La première édition française de ce livre fut produite par l'éditeur Librairie des Champs-Élysées en 1976 en adoptant une traduction littérale du titre original: Thongor et le sorcier de Lémurie (Thongor and the Wizard of Lemuria).
Cependant, l'éditeur Albin Michel, lors de sa réédition de 1987, décida d'utiliser un titre différent de celui-là: Thongor et la Cité des dragons. Or, la traduction littérale du titre anglais Thongor and the Wizard of Lemuria donnerait Thongor et le sorcier de Lémurie. Cela aurait pu ne pas porter à conséquence si le deuxième tome du cycle de Thongor ne se nommait pas, dans sa version originale anglaise, Thongor and the Dragon City (soit littéralement Thongor et la cité des/du dragon(s)). Nous ignorons s'il s'agit là d'une confusion de la part de l'éditeur entre les noms originaux des deux premiers volumes ou d'un changement volontaire (puisque Thongor and the Wizard of Lemuria parle effectivement d'une cité habitée par les rois dragons). Quoi qu'il en soit, cette confusion des titres peut étonner le lecteur francophone. Cependant, l'ordre établi par l'édition française (et donc, par la suite, dans l'édition Albin Michel qui précise sur la couverture le numéro du tome dans le cycle de Thongor) est également sujet à caution, puisque des volumes ont été intervertis et que l'ordre précisé en couverture n'est pas le bon.

## Éditions françaises
- Aux éditions Librairie des Champs-Élysées, col. le Masque Fantastique, 1976 (sous le titre Thongor et le sorcier de Lémurie).
- Aux éditions Albin Michel, col. Épées et Dragons (n°6), septembre 1987  (ISBN 2-226-03027-1)[1] (sous le titre Thongor et la Cité des dragons).

Ces tomes, jamais ré-édités, sont épuisés depuis longtemps. On les trouve cependant assez facilement chez les bouquinistes et autres vendeurs de livres d'occasion.

## Anecdotes
- Le livre est dédié à Lyon Sprague de Camp, proche collaborateur et ami de Lin Carter. Ils ont notamment signé ensemble l'édition anthologique des aventures de Conan le Barbare, de Robert E. Howard, à la fin des années 60 aux États-Unis.
- L'édition Albin Michel de 1986 est précédée d'une carte de la Lémurie à l'époque de Thongor, signée Lin Carter, et d'une courte introduction titrée Légende de la Lémurie disparue qui présente en quelques paragraphe le monde imaginaire dans lequel se déroule les aventures de Thongor. Le tome comprend également, en fin de volume, un glossaire des mots lémuriens.
- Le livre fait référence à des ouvrages imaginaires, à la manière du Necronomicon de H. P. Lovecraft. On retiendra pour l'anecdote ; les Chants de guerre des soldats valkarthans, les diverses stances de la Saga de Thongor, les divers livres des Chroniques lémuriennes, le Chant de Diombar pour la Dernière Bataille, les extraits des Tablettes de Yathlazon, les extraits des Rituels de Yamath et, enfin, les multiples références faites à L'Edda Écarlate.

## Note(s)
1. ↑  Traduction de François Truchaud, illustration de couverture par RONSIN.